# Макаренко, Александр Александрович (футболист)
Алекса́ндр Алекса́ндрович Мака́ренко (род. 4 февраля 1986, Новосибирск) — российский футболист, опорный полузащитник; после завершения карьеры игрока — тренер и функционер. Мастер спорта (2013).

## Биография
Воспитанник клуба «Чкаловец-Олимпик». Профессиональную карьеру начал в родном клубе в 2003 году, который выступал во Втором дивизионе, сыграл 2 игры. Затем отправился подмосковный «Сатурн» Раменское, в составе которого в 2005 году при Александре Тарханове сыграл шесть матчей в Премьер-лиге и 18 в турнире дублёров.
В середине следующего сезона, когда к руководству «Сатурна» пришёл Владимир Шевчук, для Макаренко, как и для многих молодых футболистов, стало ясно, что молодёжи он доверять не будет. У Макаренко было предложение от Тарханова перейти в «Терек», однако он решил возвратиться на правах аренды в Новосибирск — в «Сибирь», которая добилась права выступать в Первом дивизионе. После окончания сезона вернулся в «Сатурн». Весной 2007 года «Сибирь» выкупила контракт.
Во втором круге сезона 2008 Макаренко на правах аренды перешёл в клуб «СКА-Хабаровск» — к Владимиру Файзулину, который весной тренировал «Сибирь»; сыграл 17 матчей. При Игоре Криушенко в сезоне 2009 года, в котором «Сибирь» получила право выступать в Премьер-лиге, Макаренко поначалу не был игроком основного состава, однако в конце сезона выходил на поле уже регулярно. В 2010 году в первых четырёх играх Премьер-лиги получил две красные карточки. 20 августа 2010 года на правах аренды перешёл в клуб «Жемчужина-Сочи».
В 2013 году подписал контракт с клубом «Арсенал» (Тула). Весеннюю часть сезона 2014/15 на правах аренды провёл в калининградской «Балтике».
В конце июля 2021 года стал игроком «Новосибирска», в составе которого дебютировал 18 августа, выйдя на замену в матче первенства. В сентябре 2022 года вошёл в тренерский штаб сибирской команды; затем руководил селекционным отделом клуба, а после стал его спортивным директором.

## Личная жизнь
Жена Ксения. 14 сентября 2007 родилась дочь Полина.

## Достижения
- Финалист Кубка России: 2009/10
- Серебряный призёр Первенства ФНЛ (2): 2009, 2013/14
- Бронзовый призёр Первенства ФНЛ: 2007